# 明村镇
明村镇是中国山东省青岛市平度市下辖的一个镇，是青岛市规划的人口规模5~10万的23个重点镇之一。

## 行政区划
明村镇下辖兴明社区、明村、东村、明村、西村、台头南村、台头中村、台头西村、台前村、台东村、南埠村、新立村、辛安南村、辛安中村、辛安东村、辛安北村、辛安后村、庄子村、八王埠村、陈家屯村、韩村、前疃村、范家集村、郭村、前黄埠村、大黄埠村、路北官庄村、景村、孙正东村、孙正西村、河套村、东官亭村、西官亭村、薛家庄子村、王家庄子村、大岭村、小岭村、周家村、北郭家村、东卢家村、大小河子村、前楼村、后楼村、元家庄子村、于家庄子村、尹家楼村、刘家庄子村、张刘村、丁家庄子村、范家庄子村、毛家屋子村、韩家屋子村、赵家屋子村、于家屋子村、田粮埠村、柳行村、巡栈村、荒草岭村、马户顶村、白里村、高家庄村、马地村、董家小庄村、殷家庄子村、姜家庄子村、前小河子村、程家庄村、南郭家村、白家岭村、白家庄村、前南营村、大南营村、佘家屯村、大郑家村、小郑家村、宿召村、小召村、王刘村、西河村、兰科村、马台村、西狮子口村、前官庄村、赵家庄子村、马戈庄村、小张戈庄村、刘家堡村、坝口村、瓦庙口村、蔡家村、古庄北村、古庄南村、阎庄北村、阎庄南村、阎庄东村、逄家庄村、阎村、五甲埠村、大槐树村、小官寨村、陶戈庄村、小营村、埠口村、明家店子村、傅李庄村、前房家村、天新庄村、孙家套村、杨家圈村、大驾埠村、西店子村、北张家村、吉林村、北官庄村、唐戈庄村、冢前村、冢东村、冢西村。
明村镇现辖：
兴明社区、明村东村、明村西村、台头南村、台头中村、台头西村、台前村、台东村、南埠村、新立村、辛安南村、辛安中村、辛安东村、辛安北村、辛安后村、庄子村、八王埠村、陈家屯村、韩村、前疃村、范家集村、郭村、前黄埠村、大黄埠村、路北官庄村、景村、孙正东村、孙正西村、河套村、东官亭村、西官亭村、薛家庄子村、王家庄子村、大岭村、小岭村、周家村、北郭家村、东卢家村、大小河子村、前楼村、后楼村、元家庄子村、于家庄子村、尹家楼村、刘家庄子村、张刘村、丁家庄子村、范家庄子村、毛家屋子村、韩家屋子村、赵家屋子村、于家屋子村、田粮埠村、柳行村、巡栈村、荒草岭村、马户顶村、白里村、高家庄村、马地村、董家小庄村、殷家庄子村、姜家庄子村、前小河子村、程家庄村、南郭家村、白家岭村、白家庄村、前南营村、大南营村、佘家屯村、大郑家村、小郑家村、宿召村、小召村、王刘村、西河村、兰科村、马台村、西狮子口村、前官庄村和赵家庄子村。